# Lippach (Donau)
Die Lippach ist ein südöstlich laufender Fluss auf der Hohen Schwabenalb im baden-württembergischen Landkreis Tuttlingen, der nach einem etwa 11 km langen Lauf von links in die Donau mündet.

## Geographie

### Verlauf
Die Lippach entsteht kurz nach der Kläranlage der Gemeinde Böttingen unterhalb des namengebenden Dorfes neben einem kleinen ehemaligen Steinbruch. Die Talmulde ist jedoch von dort aus durch das Dorf und dann weiter nach Nordwesten bis nahe an den Albtrauf über Gosheim, dort Längenloch genannt, weitere 4,5–5 km aufwärts zu verfolgen. Der schon anfangs in merklicher Talmulde fließende Bach läuft dort schon südöstlich, tieft sich stark ein und durchzieht nun ein Waldtal, in dem er bald links um den Talsporn Böttenbühl biegt und das steil eingekerbte Schäfertal durchzieht.
Kurz vor der Lippachölmühle öffnet sich der Talgrund, bis etwa zur Lippachmühle zieht der Bach nun unter dem Dorf Mahlstetten auf der rechten Randhöhe vorbei. An der Lippachmühle steigt die K 5800 über zwei Serpentinen ab ins Tal, worin sie nun dem Bach rechtsseits dicht folgt. Danach ist der Bach kurz Gemeindegrenze zu Kolbingen, dessen Gebiet mit einem schmalen und kurzen Talstreifen den Fluss einfasst, ehe er ganz aufs Gebiet der Stadt Mühlheim an der Donau wechselt. Auf immer weiterem Talgrund läuft er bis zur Ortsgrenze, durchquert dann Mühlheim und kreuzt die Bahnstrecke Tuttlingen–Inzigkofen. Dann mündet die Lippach von links nach 11,1 Kilometern in die obere Donau.

### Einzugsgebiet
Das 42,3 km² große Einzugsgebiet der Lippach rechnet naturräumlich zur Hohen Schwabenalb und erstreckt sich vom Albtrauf über den Dörfern Gosheim und Denkingen im Albvorland, wo auf dem Gipfel des Hummelsbergs mit 1002 m ü. NN sein höchster Punkt liegt, etwa 13,5 km weit nach Südosten bis zur Mündung; quer dazu ist es nirgends auch nur 5 km breit. An der kurzen Nord- und dann der langen Nordostseite grenzt es fast ausschließlich an die Einzugsgebiete von Unterer Bära, dann von deren Vorfluter Bära, die etwas abwärts der Lippach ebenfalls in die Donau mündet. Die Wasserscheide im Westen verläuft dann von der Mündung an erst gegen Trockentäler, die weiter aufwärts ins Donautal einlaufen, zuletzt im Norden am Albtrauf gegen das Einzugsgebiet der Prim, die in Gegenrichtung zum Rhein-Zufluss Neckar fließt, weswegen hier die hydrologisch bedeutendste Wasserscheide liegt, ein Teilabschnitt der Europäischen Hauptwasserscheide zwischen Nordsee und Schwarzem Meer.

### Zuflüsse
Die Lippach erfährt Zufluss nur von einigen Quellen am Rande des Talgrund und am Talhang, die keine beständigen Läufe zur Lippach speisen. Einige Trockentäler laufen zu, die längeren darunter in recht spitzem Winkel.

## Naturschutz
Die Lippach entspringt im Landschaftsschutzgebiet Sommerschafweide am Eingang zum Schäfertal, im Grauental, Kuhwasen und am Hühnerbühl, welches gleichzeitig ein Teilgebiet des FFH-Gebiets Großer Heuberg und Donautal ist. Nach etwa 2 km fließt sie bis zum Stadtrand von Mühlheim an der Donau durch ein weiteres Teilgebiet des FFH-Gebiets Großer Heuberg und Donautal. Unterhalb der Lippachmühle beginnt das Landschaftsschutzgebiet Donautal mit Bära- und Lippachtal. Auf einem kurzen Abschnitt im Gewann Untere Lauswiesen streift sie das Naturschutzgebiet Triebhalde. Die Mündung befindet sich abermals im Landschaftsschutzgebiet Donautal mit Bära- und Lippachtal und im FFH-Gebiet Großer Heuberg und Donautal.
Der Bach ist Lebensstätte der nach der FFH-Richtlinie geschützten Arten Biber und Groppe und wird streckenweise von einem schmalen Streifen des FFH-Lebensraumtyps 91E0 (Auwald mit Erle, Esche, Weide) begleitet.
Die Lippach fließt bis zum Stadtrand von Mühlheim durch das Vogelschutzgebiet Südwestalb und Oberes Donautal und auf ihrer vollen Länge im Naturpark Obere Donau.

### LUBW
Amtliche Online-Gewässerkarte mit passendem Ausschnitt und den hier benutzten Layern: Lauf und Einzugsgebiet der Lippach

Allgemeiner Einstieg ohne Voreinstellungen und Layer: Daten- und Kartendienst der Landesanstalt für Umwelt Baden-Württemberg (LUBW) (Hinweise)
1. ↑  Höhe nach dem Höhenlinienbild auf dem Hintergrundlayer Topographische Karte.
2. ↑  Höhe durch längengewichtete Interpolation zwischen zwei blau beschrifteten Höhenpunkten im Donaulauf vor und nach der Mündung auf dem Hintergrundlayer Topographische Karte.
3. ↑  Länge nach dem Layer Gewässernetz (AWGN).
4. ↑  Einzugsgebiet nach dem Layer Basiseinzugsgebiet (AWGN).

### Andere Belege
1. ↑  Friedrich Huttenlocher: Geographische Landesaufnahme: Die naturräumlichen Einheiten auf Blatt 178 Sigmaringen. Bundesanstalt für Landeskunde, Bad Godesberg 1959. → Online-Karte (PDF; 4,3 MB)
2. ↑  Regierungspräsidium Freiburg (Hrsg.): Managementplan für das FFH-Gebiet 7919-311 „Großer Heuberg und Donautal“. bearbeitet von der PAN Planungsbüro für angewandten Naturschutz GmbH, München. 2. November 2015 (277 S., baden-wuerttemberg.de [PDF]).